# Siège de Mangalore

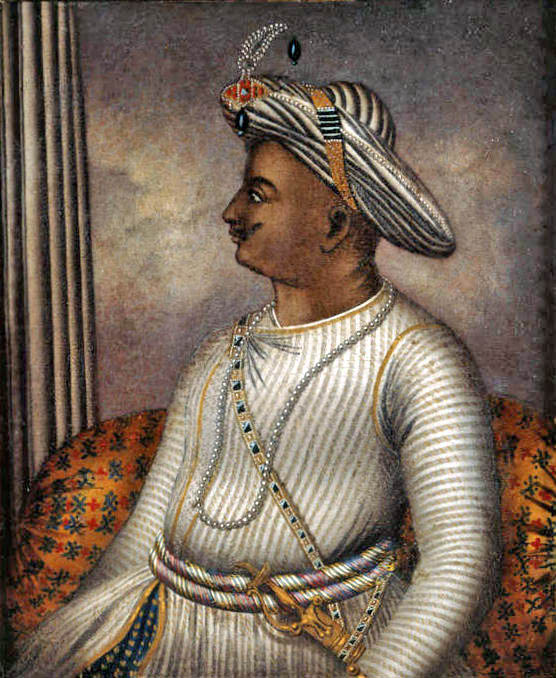
Tipû Sâhib.

Le siège de Mangalore était une opération sur la côte de Malabar de la péninsule de l'Inde faisant partie de la seconde guerre anglo-mysore (1779-1784) et le théâtre indien de la guerre d'indépendance américaine. L’armée mysore - y compris quelques troupes françaises - sous commandement de Tipû Sâhib assiégeait la ville portuaire de Mangalore défendue par le colonel Campbell et ses soldats anglais et cipayes de la Compagnie anglaise des Indes orientales.
Le siège de Mangalore a commencé le 20 mai 1783. Les soldats français, surtout le corps d'artillerie sous le commandement de l'ingénieur De Cossigny, sont indispensables pour le succès des sièges et des assauts à l'européenne, comme sur les fortifications des villes d'Onapour et Nagor début 1783. 
Pendant ce siège, les Français pensaient s'emparer de la ville rapidement quand les nouvelles des préliminaires du traité de Versailles de 1783, signés le 30 janvier 1783, arrivent dans les mains de De Cossigny le 22 juillet 1783. Le maréchal de Bussy lui ordonne de cesser les hostilités avec les Anglais. De Cossigny se trouvait ainsi dans une situation délicate, car il était sous les ordres de Tipû Sâhib, mais était aussi sujet de la France, .

Tipû Sâhib, ayant fourni 40 millions à l'armée française, répand dans toute son armée la rumeur: 

« que les françois l'ont trompé, qu'ils l'ont trahi, qu'ils sont des lions qui ont voulu le conduire dans un bois pour le faire égorger. »

Il cesse immédiatement toute aide aux troupes françaises et propose même une somme de 50 pagodes à chaque soldat français qui déserte et rejoint ses rangs. Plus de soixante le suivront.
Le sultan de Mysore continue le siège de Mangalore et la ville capitule le 30 janvier 1784. À cause de la famine ils ne restait que 850 défenseurs. Il s'agit d'une des dernières actions de cette guerre et c'est dans cette ville que la paix est signée en mars 1784.